# Green New Deal
Green New Deal (с англ. — «Новый зелёный курс») — предложенный пакет законов США, направленный на решение проблемы изменения климата и экономического неравенства. Название происходит от Нового Курса Рузвельта, серии экономических и социальных реформ проведенных президентом Франклином Рузвельтом во время Великой депрессии.
Соответствующий проект резолюции представила в феврале 2019 года член Палаты представителей Конгресса США от Демократической партии Александрия Окасио-Кортес.